# Sant Bartomeu de Sidamon
Sant Bartomeu de Sidamon és un monument del municipi de Sidamon (Pla d'Urgell) inclòs en l'Inventari del Patrimoni Arquitectònic de Catalunya.

## Descripció
Església típica de tres naus. Una de principal i dues de més petites. Construcció senzilla. El sostre és de volta d'obra i en carreus regulars de filada només hi ha la façana, àdhuc el campanar. Té un valor urbà característic, perquè s'aixeca com a final d'una filera d'edificacions, donant de cara a la pl. Major.
Edificada sobre el solar de l'antic castell de Sidamon i el temple primitiu. És de factura molt simple, amb una façana bastant austera amb una ornamentació molt puntual localitzada en l'escut de la dovella central de la portada, on hi ha la data 1788, i en el remat perlat. La conservació de l'edifici es veu afectada per l'esquerda vertical que parteix del centre de la façana, indicant grans problemes estructurals, malgrat els intents de consolidació. Des dels anys 1983-1984, l'espai públic ubicat a la dreta de l'església ha estat urbanitzat i convertit en la pl. Major. Aquesta plaça, de considerades dimensions, és pavimentada amb rajoles de colors. Té accés directe al mateix nivell des del c/ Major i a través de l'escalinata des de l'església. Fou desenvolupada segons el projecte d'Esteve Niubó Mir, enginyer tècnic agrícola. L'església ha estat allargada aquests darrers anys amb un creuer i presbiteri de maó.